# BAM Poprad
BAM Poprad (celým názvem: Basketbalová akadémia mládeže Poprad) je slovenský ženský basketbalový klub, který sídlí v Popradě v Prešovském kraji. Založen byl v roce 1947 jako součást Obchodní akademie v Popradu. Největších úspěchu ve federální éře dosáhl na počátku osmdesátých let dvacátého století pod názvem Lokomotíva Štart, kdy byl součástí nejvyšší soutěže žen. V samostatné slovenské éře je pak popradský basketbalový klub pravidelným účastníkem slovenské extraligy. Klubové barvy jsou fialová, růžová a bílá.
Své domácí zápasy odehrává v Aréně Poprad s kapacitou 2 360 diváků.

## Historické názvy
Zdroj:
- 1947 – OA Poprad (Obchodná akadémie Poprad)
- 1950 – VHŠ Poprad
- 1957 – TJ Lokomotíva Vagónka Poprad (Telovýchovná jednota Lokomotíva Vagónka Poprad)
- 197? – TJ Lokomotíva Štart Poprad (Telovýchovná jednota Lokomotíva Štart Poprad)
- 1993 – MBK Poprad (Mestský basketbalový klub Poprad)
- 1997 – ŽBK Poprad (Ženský basketbalový klub Poprad)
- 2002 – ŽBK DOVE Poprad (Ženský basketbalový klub DOVE Poprad)
- 2003 – ŽBK Poprad (Ženský basketbalový klub Poprad)
- 2005 – ŽBK Siemens Poprad (Ženský basketbalový klub Siemens Poprad)
- 2006 – ŽBK Poprad (Ženský basketbalový klub Poprad)
- 2007 – ŽBK Whirpool Poprad (Ženský basketbalový klub Whirpool Poprad)
- 2013 – zánik
- 2013 – obnovena činnost pod názvem BAM Poprad (Basketbalová akadémia mládeže Poprad)

## Soupiska sezóny 2022/2023
| Číslo | Stát      | Hráčka              | Ročník | Výška  |
| ----- | --------- | ------------------- | ------ | ------ |
| 1     | Slovensko | Emma Chmurová       | 2003   | 163 cm |
| 2     | Slovensko | Natália Michlíková  | 2004   | 169 cm |
| 3     | Slovensko | Terézia Húsková     | 2005   | 174 cm |
| 4     | Slovensko | Veronika Langová    | 2005   | 172 cm |
| 5     | Slovensko | Jana Lysová         | 2001   | 169 cm |
| 6     | Slovensko | Andrea Vyšňová      | 1997   | 168 cm |
| 7     | Slovensko | Mariana Tetemondová | 1995   | 182 cm |
| 8     | Slovensko | Patrícia Sojáková   | 1998   | 175 cm |
| 9     | Slovensko | Dominika Drobná     | 1998   | 183 cm |
| 10    | Slovensko | Katarína Barillová  | 2002   | 175 cm |
| 11    | Slovensko | Karolína Rothová    | 2004   | 165 cm |
| 12    | Slovensko | Emma Kmetoniová     | 2003   | 179 cm |
| 13    | Slovensko | Klára Paulechová    | 2000   | 182 cm |
| 14    | Slovensko | Natália Kollárová   | 2002   | 181 cm |
| 15    | Slovensko | Martina Sagalincová | 2005   | 184 cm |
|       | Slovensko | Ema Balážová        | 2006   | 167 cm |
|       | Slovensko | Timea Slivková      | 2005   | 165 cm |

- Trenér: Milan Veverka
- Asistenti trenéra: Tibor Kmetoni, Jana Janáčková, Róbert Ištvánik

## Umístění v jednotlivých sezonách
Zdroj:
Legenda: ZČ – základní část, červené podbarvení – sestup, zelené podbarvení – postup, fialové podbarvení – reorganizace, změna skupiny či soutěže
| Československo (1981 – 1993) |                            |           |                      |           |                                               |
| Sezóna                       | Název v ročníku            | Úroveň    | Soutěž               | ZČ        | Play-off                                      |
| 1981/82                      | TJ Lokomotíva Štart Poprad | 1. úroveň | 1. liga              | 8. místo  | Sestup                                        |
| …                            |                            |           |                      |           |                                               |
| 1983/84                      | TJ Lokomotíva Štart Poprad | 1. úroveň | 1. liga              | 7. místo  |                                               |
| 1984/85                      | TJ Lokomotíva Štart Poprad | 1. úroveň | 1. liga              | ?. místo  |                                               |
| …                            |                            |           |                      |           |                                               |
| Slovensko (1993 – )          |                            |           |                      |           |                                               |
| Sezóna                       | Název v ročníku            | Úroveň    | Soutěž               | ZČ        | Play-off                                      |
| 1993/94                      | MBK Poprad                 | 1. úroveň | 1. liga              | 7. místo  |                                               |
| 1994/95                      | MBK Poprad                 | 1. úroveň | 1. liga              | 9. místo  |                                               |
| 1995/96                      | MBK Poprad                 | 1. úroveň | 1. liga              | ?. místo  |                                               |
| 1996/97                      | MBK Poprad                 | 1. úroveň | 1. liga              | ?. místo  |                                               |
| 1997/98                      | ŽBK Poprad                 | 1. úroveň | 1. liga              | 12. místo | Play-out (4. místo); sestup                   |
| …                            |                            |           |                      |           |                                               |
| 2002/03                      | ŽBK DOVE Poprad            | 1. úroveň | 1. liga              | 5. místo  | Play-out (1. místo)                           |
| 2003/04                      | ŽBK Poprad                 | 1. úroveň | Extraliga            | 4. místo  | Zápas o 3. místo (výhra)                      |
| 2004/05                      | ŽBK Poprad                 | 1. úroveň | Extraliga            | 3. místo  | Zápas o 3. místo (výhra)                      |
| 2005/06                      | ŽBK Siemens Poprad         | 1. úroveň | Extraliga            | 3. místo  | Zápas o 3. místo (výhra)                      |
| 2006/07                      | ŽBK Poprad                 | 1. úroveň | Extraliga            | 5. místo  | Zápas o 3. místo (prohra)                     |
| 2007/08                      | ŽBK Whirpool Poprad        | 1. úroveň | Extraliga            | 7. místo  | Čtvrtfinále                                   |
| 2008/09                      | ŽBK Whirpool Poprad        | 1. úroveň | Extraliga            | 5. místo  | Čtvrtfinále                                   |
| 2009/10                      | ŽBK Whirpool Poprad        | 1. úroveň | Extraliga            | 5. místo  | Zápas o 3. místo (prohra)                     |
| 2010/11                      | ŽBK Whirpool Poprad        | 1. úroveň | Extraliga            | 3. místo  | Zápas o 3. místo (prohra)                     |
| 2011/12                      | ŽBK Whirpool Poprad        | 1. úroveň | Extraliga            | 4. místo  | Čtvrtfinále                                   |
| 2012/13                      | ŽBK Whirpool Poprad        | 1. úroveň | Extraliga            | –. místo  | Odhlášení ze soutěže v průběhu sezóny         |
| 2013/14                      | BAM Poprad                 | 2. úroveň | 1. liga – sk. Východ | 2. místo  |                                               |
| 2014/15                      | BAM Poprad                 | 2. úroveň | 1. liga – sk. Východ | 2. místo  | Koupě licence od béčka bratislavského Slovanu |
| 2015/16                      | BAM Poprad                 | 1. úroveň | Extraliga            | 6. místo  | Zápas o 7. místo (prohra)                     |
| 2016/17                      | BAM Poprad                 | 1. úroveň | Extraliga            | 5. místo  | Zápas o 5. místo (prohra)                     |
| 2017/18                      | BAM Poprad                 | 1. úroveň | Extraliga            | 4. místo  | Zápas o 5. místo (výhra)                      |
| 2018/19                      | BAM Poprad                 | 1. úroveň | Extraliga            | 6. místo  |                                               |
| 2019/20                      | BAM Poprad                 | 2. úroveň | 1. liga              |           |                                               |
| 2020/21                      | BAM Poprad                 | 1. úroveň | Extraliga            | 6. místo  |                                               |
| 2021/22                      | BAM Poprad                 | 1. úroveň | Extraliga            | 5. místo  |                                               |
| 2022/23                      | BAM Poprad                 | 1. úroveň | Extraliga            | 7. místo  |                                               |

## Účast v mezinárodních pohárech
Zdroj:
| Výkonnostní úrovně                                                              |
| superpohár – Superpohár v basketbalu žen                                        |
| 1. výkonnostní úroveň – Pohár mistrů evropských zemí, Euroliga v basketbalu žen |
| 2. výkonnostní úroveň – Pohár Ronchettiové, EuroCup v basketbalu žen            |

Legenda: EL – Euroliga v basketbalu žen, PMEZ – Pohár mistrů evropských zemí, EC – EuroCup v basketbalu žen, SP – Superpohár v basketbalu žen, PR – Pohár Ronchettiové
- EC 2005/06 – Základní skupina D (4. místo)